# Calle de San Juan (San Sebastián)
La calle de San Juan es una vía pública de la ciudad española de San Sebastián.

## Descripción
La vía, que debe el título a una efigie dedicada a san Vicente, comprende parte de lo que en el pasado se conoció como calle de Maestre Lope. En la actualidad, nace de la alameda del Boulevard y discurre hasta llegar al paseo de Salamanca. Tiene cruces con la plaza de Sarriegi, la calle de San Lorenzo, la plaza de la Brecha y las calles de Fermín Calbetón, de la Pescadería, de Iñigo, de San Vicente, del 31 de Agosto, de Soraluze y de la Andereño Elbira Zipitria. Aparece descrita en Las calles de San Sebastián (1916) de Serapio Múgica Zufiria con las siguientes palabras:

Calle de San Juan.—No figura con este nombre en el padrón de vecinos de 1566, ni en las Ordenanzas de 1630. Figura en estos documentos la «Calle de Maese Lope», que era la misma, según hemos visto al hablar de ésta, y acaso se llamara también «de los Toneleros» a toda parte o parte de ella. Antes de 1813, tenía esta calle sus tortuosidades parciales y diferencia sensible en sus anchuras, que variaban de 9 a 20 pies. Principiaba en la calle del Pozo, inmediato al Cubo del Horno, y finaba en la Calle de San Vicente, quedando algo interrumpida con la fortificación de la Calle de Santa Ana. Después de 1813, al igual de lo que decimos al referirnos a la Calle de Santa Ana, quedó ocupada por la autoridad militar con obras de fortificación que se levantaron en aquella parte, y no se pudo edificar en mucho tiempo. Sin duda alguna, debe su nombre a la efigie de dicho Santo, colocada en aquella parte de la población. Por acuerdo de 13 de Abril de 1897, se la rotuló también San Juan-Kalea.
(Múgica Zufiria, 1916, p. 117)